# Guillermo Vernetti
Guillermo Vernetti, (Rosario, Santa Fe, Argentina, 17 de abril de 1993) es un exfutbolista argentino que se desempeñó como mediocampista ofensivo. Es un confeso hincha de Newells, en el año 2015 ganador del premio revelación en el fútbol de ascenso 2015 del diario Clarín. Se retiró el 2 de junio de 2022.

## Trayectoria

### Inicios
Se inició como volante ofensivo en Sagrado Corazón del Rosario. Se desempeñó en las inferiores hasta la quinta categoría.

### Ferro
Con edad de cuarta división se suma a Ferro en las categorías formativas donde terminó de desarrollarse como volante. En la temporada 2013/14 tuvo su debut ingresando a seis minutos de finalizar el partido con Brown - Ferro del 8 de junio de 2014, partido que termina ganando Ferro con gol de Eduardo Tuzzio. Continuó su carrera en clubes del ascenso argentino y un breve paso en 2021 en el Metapán centroamericano.
Anunció su retiro en junio de 2022.

## Estadísticas
Actualizado al 03 de junio de 2022, un día después de ser anunciado su retiro.
| Ferro Argentina | 2.ª                 | 2013-14             | 1   | 0  | — | — | — | — | 1   | 0  |
| Ferro Argentina | 2.ª                 | 2014-15             | 38  | 4  | 2 | 0 | — | — | 40  | 4  |
| Ferro Argentina | 2.ª                 | 2015                | 22  | 1  | 2 | 0 | — | — | 24  | 1  |
| Ferro Argentina | 2.ª                 | 2016                | 15  | 2  | 1 | 0 | — | — | 16  | 2  |
| Ferro Argentina | 2.ª                 | 2016-17             | 33  | 7  | 1 | 0 | — | — | 34  | 7  |
| Ferro Argentina | 2.ª                 | 2017-18             | 4   | 1  | — | — | — | — | 4   | 1  |
| Ferro Argentina | Total               | Total               | 113 | 15 | 6 | 0 | 0 | 0 | 119 | 15 |
| Mitre (SdE) Argentina | 2.ª                 | 2018-19             | 7   | 0  | 1 | 0 | — | — | 8   | 0  |
| Mitre (SdE) Argentina | Total               | Total               | 7   | 0  | 1 | 0 | 0 | 0 | 8   | 0  |
| Def. Belgrano Argentina | 2.ª                 | 2019-20             | 9   | 0  | — | — | — | — | 9   | 0  |
| Def. Belgrano Argentina | Total               | Total               | 9   | 0  | 0 | 0 | 0 | 0 | 9   | 0  |
| Metapán · El Salvador | 1.ª                 | 2021                | 18  | 1  | — | — | — | — | 18  | 1  |
| Metapán · El Salvador | Total               | Total               | 18  | 1  | 0 | 0 | 0 | 0 | 18  | 1  |
| Dep. Santamarina Argentina | 2.ª                 | 2022                | 19  | 0  | — | — | — | — | 19  | 0  |
| Dep. Santamarina Argentina | Total               | Total               | 19  | 0  | 0 | 0 | 0 | 0 | 19  | 0  |
| Total en su carrera | Total en su carrera | Total en su carrera | 166 | 16 | 7 | 0 | 0 | 0 | 173 | 16 |
| (1) La copa nacional se refiere a la Copa Argentina y Supercopa Argentina . (2) La copa internacional se refiere a la Copa Sudamericana, Recopa Sudamericana, Copa Libertadores y Copa Suruga Bank. (3) Promedio de goles recibidos por partidos no incluye goles recibidos en partidos amistosos. |                     |                     |     |    |   |   |   |   |     |    |

## Palmarés

### Distinciones individuales
| Distinción                                    | Año  |
| --------------------------------------------- | ---- |
| Premio Clarín Revelación en fútbol de Ascenso | 2015 |